# Trickfinger II
Trickfinger II è il secondo album di Trickfinger, alias del musicista John Frusciante. L'album è stato pubblicato il 8 settembre 2017 con l'etichetta AcidTest. Le sei tracce contenute in questo album sono state registrate nel 2007 nella stessa sessione di incisione di Trickfinger.
Questa è la terza pubblicazione a nome Trickfinger.

## Scrittura e composizione
Come per l'album precedente, l'ex-chitarrista dei Red Hot Chili Peppers registrò il materiale per questo disco nell'inverno del 2007. Usando molte macchine e sintetizzatori, tutto il materiale fu registrando usando un mixer economico e un masterizzatore CD, senza l'uso di sovraincisioni. Il materiale non era destinato alla pubblicazione e alla vendita ma successivamente fu pubblicato sotto la cura dell'etichetta AcidTest.
Trickfinger II fu distribuito su diversi tipi di supporto: vinile, CD e download digitale.

## Tracce
Testi e musiche di Trickfinger.
1. Shift Sync – 3:55
2. Ruche – 5:03
3. Exclaim – 3:57
4. Hasan – 4:23
5. Cuh – 3:45
6. Stall – 4:51